# Bort-les-Orgues
Bort-les-Orgues, är en stad och kommun vid floden Dordogne i Corrèze i Frankrike. Orten har fått sitt namn av Les Orgues som är vulkanen vid vars fot den är belägen. En turistattraktion är medeltidsslottet Château de Val, som står vid sidan av en konstgjord sjö, skapad av att Dordogne är uppdämd. År 2022 hade Bort-les-Orgues 2 487 invånare.
Filosofen Jean Francois Marmontel föddes här.

## Befolkningsutveckling
Antalet invånare i kommunen Bort-les-Orgues
Referens:INSEE